# Fast Car (Taio-Cruz-Lied)
Fast Car ist ein Song des britischen Sängers Taio Cruz. Der Song ist als Bonustrack auf der amerikanischen Version von TY.O zu finden und erschien erstmals am 14. August 2012 im Handel.

## Veröffentlichung
Fast Car ist nach Hangover die zweite Single aus dem Album TY.O für den amerikanischen Markt. Sie wurde am 14. August 2012 in den Vereinigten Staaten als Single veröffentlicht, erschien dort jedoch bereits am 7. August als Download. Am 27. September 2012 wurde Fast Car dann weltweit veröffentlicht.

## Inhalt
Der Text von Fast Car sagt aus, dass das lyrische Ich ursprünglich nicht nach Liebe gesucht hat, diese jedoch dann aber völlig unerwartet fand und heute nicht glücklicher sein könnte.
Das Intro des Songs bildet eine sanfte Melodie zusammen mit Taio Cruz’ Gesang über einen inneren Kampf. Es scheint, als wenn der Song eine Ballade ist. Doch passend zum Text, “Girl you really turn me on, on, on, on / You know you make my engine run, run, run, run / And there’s no turning back cause we’ve gone too far / I’ll drive you like a fast car.”, was übersetzt so viel heißt wie „Girl, du machst mich wirklich an. Du weißt, du bringst meinen Motor zum Laufen. Und es gibt keinen Weg zurück, denn wir sind zu weit gegangen. Ich werde dich wie ein schnelles Auto fahren.“, wird die Tonfolge schneller und die langsamen Töne verwandeln sich in Dance-Beats.

## Mitwirkende
Fast Car wurde von Cruz selber, Max Martin, Klas Ahlund, Usher Raymond IV, Alexander Kronlund und Adam Jewelle Baptiste geschrieben und komponiert. Max Martin und Klas Ahrlund produzierten den Song anschließend und veröffentlichten ihn über das Label Mercury Records. Cruz ist der einzige Sänger des Songs.

## Rezeption

### Rezensionen
Die Seite Popcrush bewertete den Song positiv mit . Scott Shetler schrieb:

„Wir schätzen, dass das Lied womöglich geschickt verkleidet, in eine härtere klingende Spur, eine Nachricht über Autos und Liebe überbringen soll. Die angenehme Melodie des Songs macht ihn zu einem potenziellen Hit.“

### Charts und Chartplatzierungen
| ChartsChartplatzierungen | Höchstplatzierung | Wochen |
| ------------------------ | ----------------- | ------ |
| Deutschland (GfK)        | 39 (15 Wo.)       | 15     |
| Österreich (Ö3)          | 34 (6 Wo.)        | 6      |